# Baby Baby (遊助の曲)
「Baby Baby」（ベイビー ベイベー）は、遊助の10枚目のシングル。2012年3月7日にソニー・ミュージックレコーズから発売された。
テーマは、「オマエだけだから、一生ついてこい!」

## 概要
前作「一笑懸命/イナヅマ侍」から約4か月ぶりのシングルとなる。
表題曲「Baby Baby」は、遊助曰く「風呂場で思いついた」とのこと。また「無骨な男の豪速球な曲にしたくて『エロ本』とか『遺伝子を残したいのはお前しかいない』という歌詞を書いた」とも語っている。これについてたくさんのスタッフなどから止められたらしいが、「女性から引かれようと男性に共感できる歌詞を書きたかったから」と語っている。
PVは、何人かのスタッフも出演しており、映像の中にある写真の半分は遊助自身が撮影したもの。最初に出てくる手を握っている写真は、遊助が出演していた日本テレビ系ドラマ『ダーティ・ママ!』で共演した赤ちゃんの手であり、すべて自分目線とのこと。
カップリング「4丁目18番地102号室より」は、2011年7月15日に日本武道館で行われたライブ「あれっ・・ぐうぜんですケド。」で遊助が朗読を行った詩をベースに制作された楽曲。
初回生産限定盤BのDVDには、2011年11月26日に幕張メッセで行われた『ヘキサゴンファミリーコンサート2011』で披露した「2011遊助specialメドレー」が収録されている。

## CDタイプ
- 初回生産限定盤A・B
  - CD+DVD+デジパック仕様。
- 通常盤
  - CDのみ。4曲入り。

## 収録曲
全曲、作詞：遊助

### 通常盤
1. Baby Baby [4:19]
作曲：遊助・N.O.B.B、編曲：N.O.B.B
2. Day by Day [3:49]
作曲：Red-T・遊助、編曲：Red-T
3. てんとう虫 [4:38]
作曲・編曲：木村有希
4. 4丁目18番地102号室より [6:05]
作曲・編曲：N.O.B.B

### 初回生産限定盤A（DVD付）
CD
1. Baby Baby
2. Day by Day
3. てんとう虫
4. Baby Baby -instrumental-

DVD
1. Baby Baby Music Video

### 初回生産限定盤B（DVD付）
CD
1. Baby Baby
2. Day by Day
3. 4丁目18番地102号室より
4. Baby Baby -instrumental-

DVD
1. 2011遊助Specialメドレー @ヘキサゴンファミリーコンサート（雄叫び〜イナヅマ侍〜一笑懸命）